# Viola d'aigua de flor gran
La viola d'aigua de flor gran, Pinguicula grandiflora, és una espècie de planta dins la família lentibulariàcia.

## Descripció
Planta herbàcia de 5 a 25 cm. Corol·la de 25-35 mm, amb els lòbuls del llavi inferior suborbiculars. Fulles molt groguenques. Floreix d'abril a agost.

## Distribució i hàbitat
A Europa, oròfit atlàntic. Es troba també a Catalunya (Pirineus i Ports de Beseit, entre les 800 i 2400 m d'altitud). Viu en  degotalls de les roques calcàries.